# Gyomun-dong
Gyomun-dong (koreanska: 교문동)  är en stadsdel i staden Guri i provinsen Gyeonggi i den norra delen av Sydkorea, 15 km nordost om huvudstaden Seoul.

## Indelning
Administrativt är Gyomun-dong indelat i:
| Namn    | Namn              | Yta km² | Invånare 31 dec 2020 |
| ------- | ----------------- | ------- | -------------------- |
| 교문1동 | Gyomun 1(il)-dong | 7,56    | 16 589               |
| 교문2동 | Gyomun 2(i)-dong  | 1,15    | 22 441               |